# UFC 189
UFC 189: Mendes vs. McGregor var en MMA-gala som arrangerades av Ultimate Fighting Championship och ägde rum 11 juli 2015 i Las Vegas i USA. 

## Resultat
1. ↑  Interimtitelmatch i fjädervikt.
2. ↑  Titelmatch i weltervikt.
3. ↑  Catchweight 149,5 lbs.[2]